# Петров, Георгий Иванович (юрист)
Гео́ргий Ива́нович Петро́в (21 марта 1909 — 1 июня 1985) — советский правовед, доктор юридических наук, профессор, директор Ленинградского юридического института им. М. И. Калинина (1941—1945), декан Юридического факультета Ленинградского университета (1957—1961).

## Биография
Родился 21 марта 1909 года в селе Козловка (ныне город Балашов) Балашовского уезда Саратовской области.
В 1923 году вступил в комсомол, активный участник юношеского молодежного движения начала XX в.
В 1931 году окончил факультет советского строительства и права Саратовского университета им. Н. Г. Чернышевского, в 1934 году там же окончил аспирантуру.
В 1931—1935 годах работал инструктором Нижне-Волжского крайисполкома.
В 1936 году отделом кадров Президиума ВЦИК был переведен на работу в Ленинградский институт советского строительства (переименован в 1938 году в Институт государственного права и государственного управления, а в 1941 году — Ленинградский юридический институт имени М. И. Калинина, в 1954 году слит с Юридическим факультетом Ленинградского университета).
С апреля 1941 по декабрь 1945 год — директор Ленинградского юридического института им. М. И. Калинина, в это время институт был эвакуирован в город Джамбул (Казахская ССР).
В 1942—1950 годах заведовал кафедрой государственного права Ленинградского юридического института им. М. И. Калинина.
В 1956—1974 годах заведовал кафедрой государственного права Юридического факультета Ленинградского университета.
С сентября 1957 по март 1961 года — декан Юридического факультета Ленинградского университета.
С 1945 по 1958 год также работал в Ленинградской Высшей партийной школе, читал лекции на межреспубликанских и областных курсах переподготовки руководящих партийных и советских кадров.
В 1960-1966 годах - член Высшей Аттестационной Комиссии Минвуза СССР.
Являлся членом редколлегий журналов «Советское государство и право» (1960-1966), «Правоведение» — с 1957 г. и до конца жизни.
Умер 1 июня 1985 года.

## Научная деятельность
Автор более 150 научных работ. Специалист по советскому административному праву.
Статьи:
- Петров Г. И. — Ленинградский юридический институт им. М. И. Калинина в годы Великой Отечественной войны // Правоведение. −1969. — № 1. — С. 22 — 31

## Награды
Награжден орденом «Знак Почёта», медалями «За оборону Ленинграда», «За доблестный труд в Великой Отечественной войне 1941—1945 гг.», юбилейной медалью «В память 250-летия Ленинграда».